# Cestraeus plicatilis
Cestraeus plicatilis е вид лъчеперка от семейство Mugilidae.

## Разпространение
Видът е разпространен във Вануату, Индонезия (Сулавеси), Нова Каледония и Фиджи.